# Dynkinsysteem
Een Dynkinsysteem op een niet-lege verzameling is in de maattheorie een collectie deelverzamelingen vergelijkbaar met een σ-algebra. Dynkinsystemen zijn genoemd naar de Russische wiskundige Eugene Borisovich Dynkin. Ze ontlenen hun belang aan de toepassing, voornamelijk in de (Lebesgue-)integraalrekening en de kansrekening, van de stelling van Dynkin. 

## Definitie
Een collectie deelverzamelingen {\displaystyle {\mathcal {D}}} van een niet-lege verzameling Ω heet een Dynkinsysteem als de volgende eigenschappen van toepassing zijn op het 'systeem' {\displaystyle {\mathcal {D}}}: 
- de verzameling Ω behoort zelf tot het systeem

{\displaystyle \Omega \in {\mathcal {D}}}.
- het systeem is gesloten onder relatieve complementvorming

{\displaystyle A,B\in {\mathcal {D}}{\mbox{ en }}A\subseteq B\implies B\setminus A\in {\mathcal {D}}}
- het systeem is gesloten onder vereniging van stijgende rijen

{\displaystyle \{A_{n}\}_{n\in \mathbb {N} }\subset {\mathcal {D}}{\mbox{ en }}A_{n}\subseteq A_{n+1}\implies \bigcup _{n\in \mathbb {N} }A_{n}\in {\mathcal {D}}}
Als {\displaystyle {\mathcal {J}}} een willekeurige verzameling van deelverzamelingen van {\displaystyle \Omega } is, dan is de doorsnede van alle Dynkinsystemen die {\displaystyle {\mathcal {J}}} omvatten, zelf ook een Dynkinsysteem. We noemen deze doorsnijding het Dynkinsysteem dat gegenereerd wordt door {\displaystyle {\mathcal {J}}}. Het is tevens het kleinste Dynkinsysteem dat {\displaystyle {\mathcal {J}}} omvat. 
De machtsverzameling van Ω is altijd een Dynkinsysteem, dus er is altijd minstens één Dynkinsysteem dat {\displaystyle {\mathcal {J}}} omvat.
Een Dynkinsysteem dat ook een pi-systeem is, is een sigma-algebra.

## Stelling van Dynkin
Als {\displaystyle {\mathcal {C}}} een collectie deelverzamelingen is van {\displaystyle \Omega } die gesloten is onder eindige doorsnede, en {\displaystyle {\mathcal {D}}} een Dynkinsysteem dat {\displaystyle {\mathcal {C}}} omvat, dan omvat {\displaystyle {\mathcal {D}}} ook {\displaystyle \sigma ({\mathcal {C}})}, de sigma-algebra voortgebracht door de elementen van {\displaystyle {\mathcal {C}}}.